# Bulbophyllum invisum
Bulbophyllum invisum är en orkidéart som beskrevs av Oakes Ames. Bulbophyllum invisum ingår i släktet Bulbophyllum och familjen orkidéer. Inga underarter finns listade i Catalogue of Life.